# Tadeusz Załucki
Tadeusz Załucki (ur. 3 kwietnia 1942 w Wińkowicach  – zm. 29 marca 2021 w Odessie) - działacz polskiej mniejszości narodowej.
Był współzałożycielem i wieloletnim (1995-2017) prezesem odeskiego oddziału Związku Polaków na Ukrainie i członkiem zarządu głównego centrali Związku.
Za wieloletnią działalność polonijną został odznaczony Krzyżem Kawalerskim Orderu Zasługi Rzeczypospolitej Polskiej, odznaczeniem Zasłużony dla Kultury Polskiej oraz nagrodami przyznanymi przez Radę Miasta Odessy i Odeską Obwodową Administracją Państwową.